# Bahir Dar University
Bahir Dar University är ett universitet i Etiopien. Det ligger i den nordvästra delen av landet, 300 km nordväst om huvudstaden Addis Abeba. Bahir Dar University ligger 1 802 meter över havet.